# زبينغييف بيوركوسكي
زبينغييف بيوركوسكي (بالبولندية: Zbigniew Piórkowski)‏ (2 يوليو 1929 – 10 يوليو 1994) هو ملاكم بولندي راحل، مثّل بلاده في الألعاب الأولمبية الصيفية 1956.

## روابط خارجية
زبينغييف بيوركوسكي على موقع أوليمبيديا (الإنجليزية)
- زبينغييف بيوركوسكي على موقع اللجنة الأولمبية البولندية (مؤرشف) (البولندية)